# Kaplica św. Floriana w Goniądzu
Kaplica świętego Floriana w Goniądzu – jeden z rejestrowanych zabytków miasta Goniądz, w powiecie monieckim, w województwie podlaskim.
Kaplica usytuowana jest na wzgórzu, około 200 metrów od zespołu zabudowań parafialnych. Została wzniesiona w 1864 roku.
Budowla jest orientowana w stronę wschodnią. Wzniesiono ją na planie prostokąta. Kaplica zwieńczona jest półkolistą absydą. Zbudowana została z cegły i otynkowana jest na gładko bez dekoracji. Okna budowli są półkoliste z podziałem o układzie promienistym. Pod okapem jest umieszczony prosty gzyms. Przy elewacji frontowej znajdują się sterczynki zakończone żelaznymi, kowalskimi krzyżami. Do wyposażenia wnętrza należy rzeźba Chrystusa Ukrzyżowanego. Z lewej i prawej strony krucyfiksu namalowane są wizerunki świętych. Na stropie jest umieszczona postać św. Floriana.